# Skullcandy
Skullcandy Inc.（スカルキャンディー）は、アメリカ合衆国ユタ州サミット郡パークシティに本社を置く音響機器メーカー。主に、ヘッドフォン、イヤフォン、Bluetoothスピーカーなどを主力製品としている。
2016年10月3日、ミル・ロード・キャピタルに1億9690万ドルで買収され、非公開会社となった。

## 製品

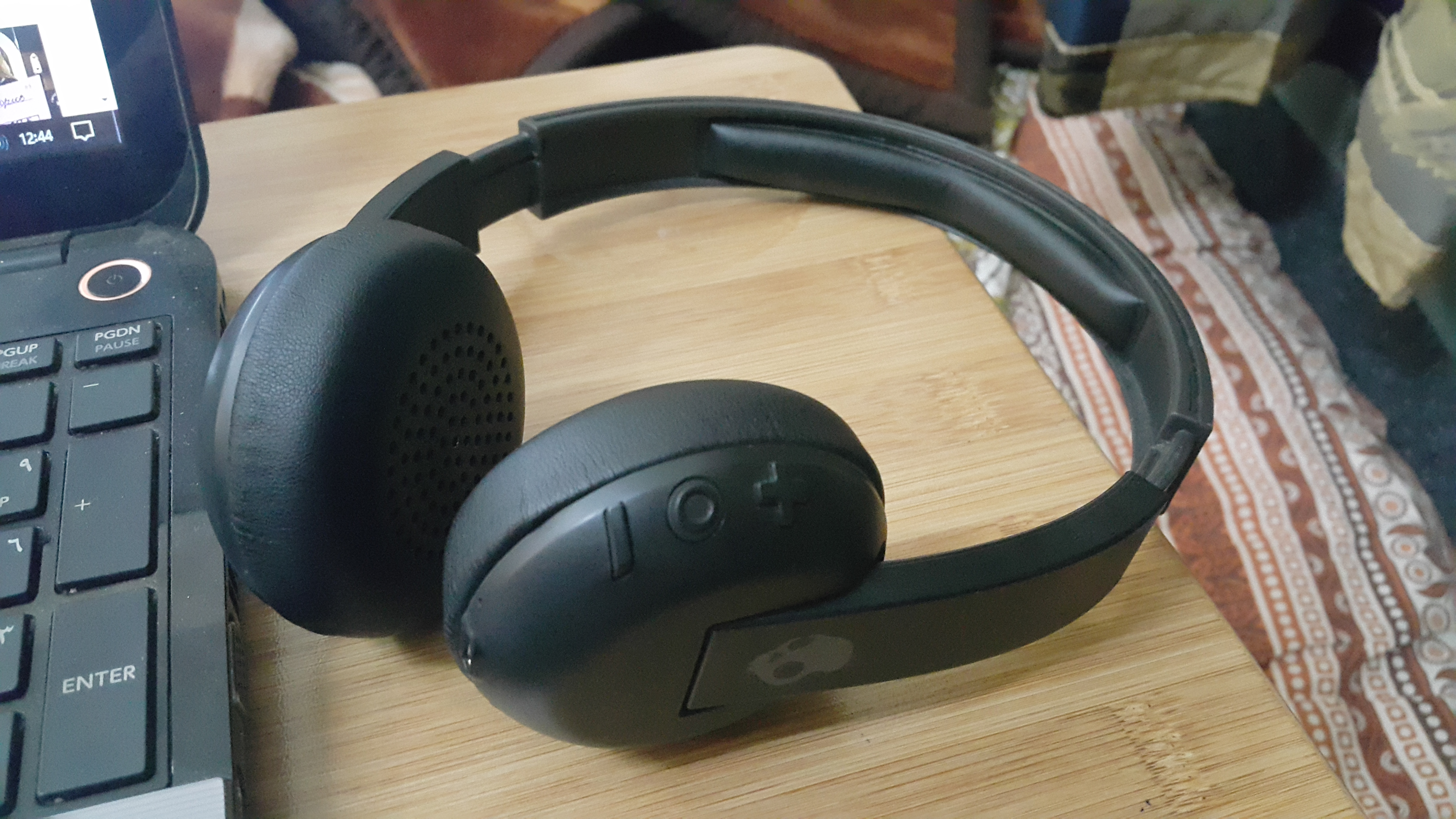
Uproar Wireless

Skullcandyの製品は、主にアウトドアスポーツを行う人々（スノーボーダー、スケートボーダーなど）と共に、一般的な消費者市場を主な対象としている。しかし、近年は高級オーディオ市場に参入し、Crusherシリーズのヘッドフォンなどの高級機も発売している。Skullcandyの製品は小売事業者、アウトレット、企業のインセンティブプログラム、そして自社のオンラインショップを通じて販売されている。

## 沿革

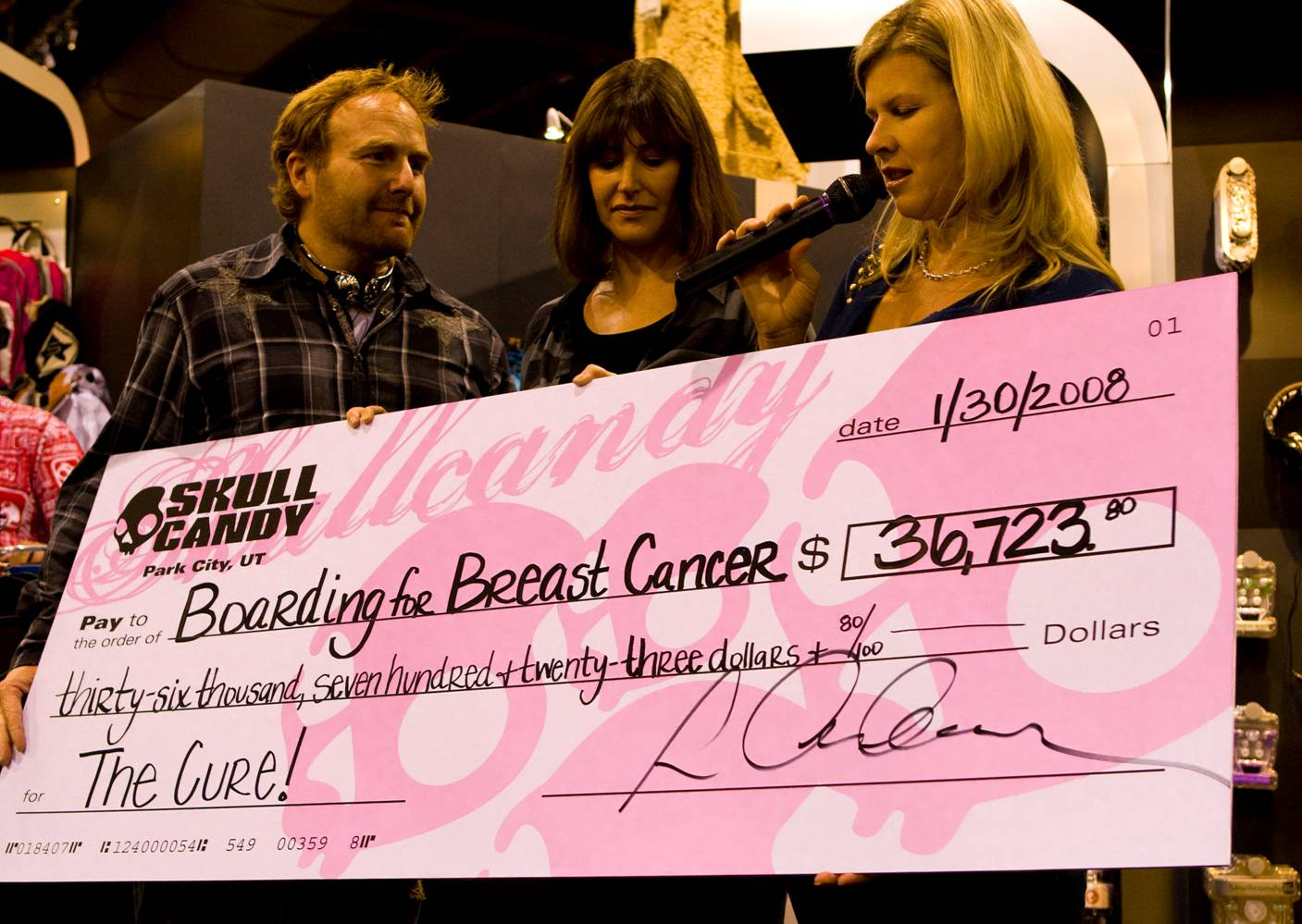
2007年の乳癌患者への寄付を募るチャリティーに出席した際のリック・オールデン

Skullcandyは、2003年にリック・オールデン（Rick Alden）とクリス・ウィリアムズ（Cris Williams）によって設立された。Skullcandy最初の製品は、「Skullcandy Portable Link」であり、2003年にネバダ州ラスベガスで開催されたコンシューマー・エレクトロニクス・ショー（International Consumer Electronics Show, CES）に出品された。この製品は、ヘッドフォンに携帯電話のハンズフリー技術を組み合わせたもので、使用者は携帯音楽プレーヤーから音楽を聞ききつつ、携帯電話への着信を受信することができるものであった。Skullcandyは、このLINKのワイヤレス技術に関して特許を保有している。
2008年12月、フォーチュン誌は、Skullcandyの製品は「世界で最もクールなイヤフォン」であると述べた。
2011年4月、Skullcandyはヘッドフォン製造メーカーであるアストロ・ゲーミングを同社の親会社であるアストロ・スタジオズから買収した。なお買収額については公表されていない。
2011年1月28日、Skullcandyは、米国証券取引委員会に株式公開を申請した。この発表に対しては、金融誌からの批判を受けた。
2016年6月24日、携帯電話ケースやワイヤレススピーカーなどの製造メーカーであるインシピオ（Incipio）がSkullcandyを総額1億7700万ドルで買収する計画を発表した。しかし、インシピオが合併に関する合意の修正を拒否し、Skullcandyが合意を破棄したことでこの買収計画は白紙となった。Skullcandyは、様々な買収提案を勘案し、最終的にミル・ロード・キャピタルによる1株当たり6.35ドル、総額1億9690万ドルでの買収提案を受け入れた。この買収に関する契約は2016年10月3日に完了し、Skullcandyは再び非公開会社となった。